# Remy Gardner
Remy Christopher Gardner, més conegut com a Remy Gardner   (Sydney, 24 de febrer de 1998), és un pilot de motociclisme australià que va guanyar el Campionat del Món de Moto2 de 2021. És fill de l'antic Campió del Món de 500cc Wayne Gardner.

## Carrera esportiva
Després de competir en motocròs i enduro, Gardner va passar a la velocitat a l'edat de deu anys. El 2010 va participar al trofeu internacional NS100F i al campionat MRRDA Nippers per a menors de 13 anys, a Austràlia. El 2011 se'n va anar a Espanya per a córrer al Campionat Mediterrani de Velocitat. El 2013 va córrer al Campionat d'Espanya de velocitat (CEV).
Gardner va debutar en Gran Premi a la categoria de Moto3 el 2014 tot participant com a comodí o substitut de pilots lesionats al GP de San Marino i, més tard, al GP d'Austràlia i al GP de Malàisia, on va aconseguir anotar un punt. El 2015 va entrar a l'equip CIP, on va córrer amb la Mahindra MGP3O com a company d'equip de Tatsuki Suzuki. Va obtenir sis punts al mundial gràcies al seu desè lloc al Gran Premi d'Austràlia. El 2016, després de començar la temporada al CEV de Moto2, es va incorporar al mundial d'aquesta categoria ocupant el lloc d'Alessandro Tonucci a l'equip Tasca Racing a partir del Gran Premi de Catalunya.

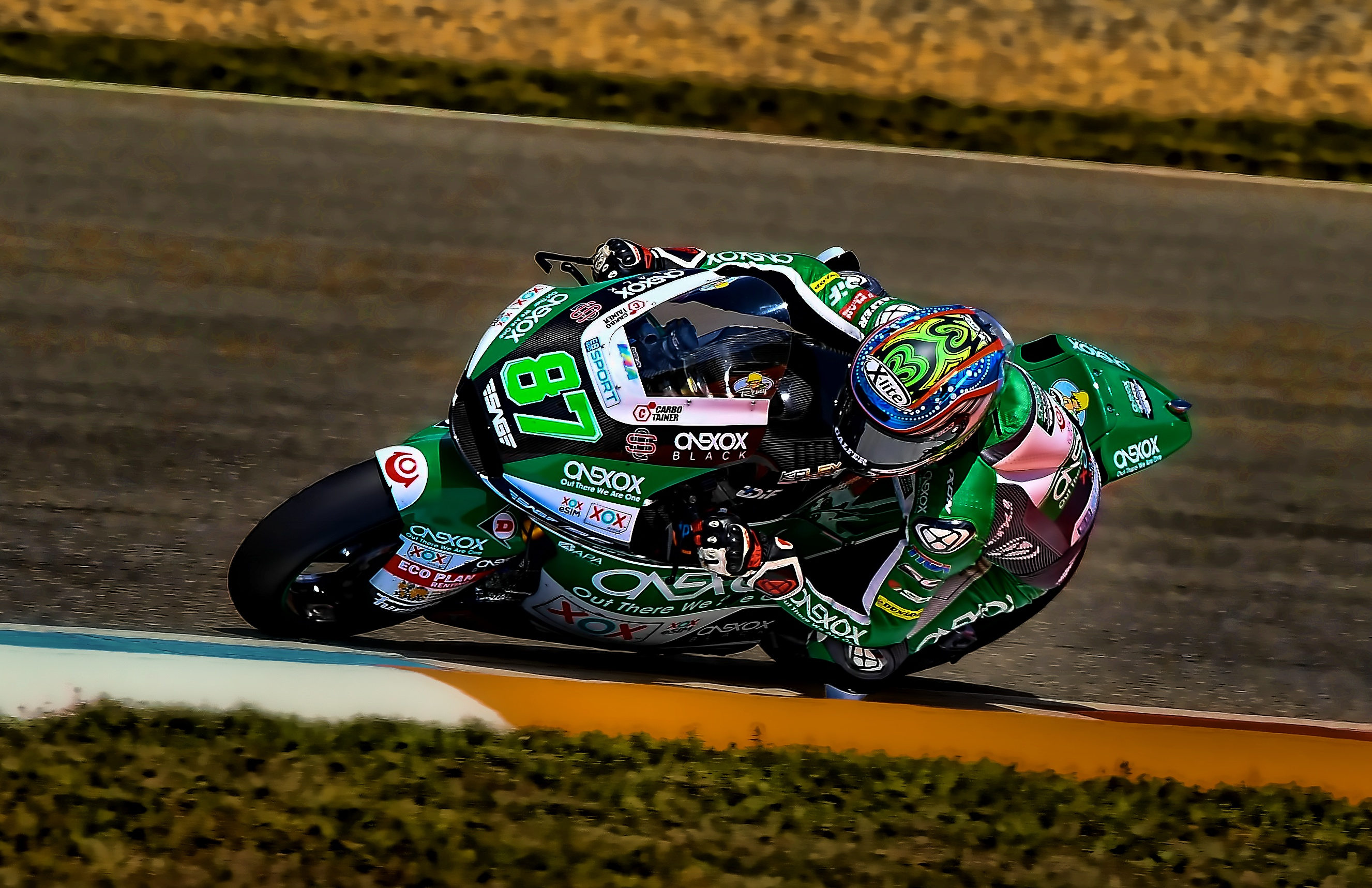
Gardner amb la Kalex el 2019

El 2017 va passar a l'equip Tech 3 com a company de Xavi Vierge. Durant aquella temporada es va haver de perdre el Gran Premi de les Amèriques a causa d'una lesió al turmell esquerre patida en l'anterior cursa. El 2018 continuà al mateix equip, ara amb Bo Bendsneyder de company. El seu millor resultat al campionat va ser el cinquè lloc al Gran Premi de la Comunitat Valenciana. Durant aquesta temporada es va perdre tres Grans Premis a causa d'una lesió i fou substituït mentre es recuperava per Héctor Garzó.
El 2019 va passar a l'equip SAG com a company de Tetsuta Nagashima als comandaments d'una Kalex. Aconseguí el seu primer podi a Moto2, concretament un segon lloc al Gran Premi de l'Argentina, i acabà la temporada al quinzè lloc final. El 2020 passà a ser el pilot titular del mateix equip, ara amb Kasma Daniel com a company. Aquell any va obtenir un segon lloc al GP de França i dos de tercers (GP d'Estíria i GP d'Europa). També obtingué la primera victòria de la seva carrera després de sortir des de la pole position al Gran Premi de Portugal. Acabà la temporada en sisena posició final.
El 2021 va córrer amb la Kalex de l'equip Red Bull KTM Ajo com a company de Raúl Fernández; obtingué cinc victòries, sis segons llocs i un de tercer, cosa que el va permetre de proclamar-se campió del món de Moto2, esdevenint de passada el primer australià a guanyar en aquesta categoria.
La temporada del 2022 va debutar a la categoria de MotoGP amb la KTM RC16 de l'equip Tech3 KTM Factory Racing, encara com a company de Raúl Fernández. En el seu debut a la categoria màxima va obtenir punts a la primera prova de la temporada, el Gran Premi de Qatar, on acabà en la quinzena posició. Va acabar el campionat en la vint-i-tresena posició i el 2023 va canviar al campionat del món de Superbike, on pilotà una Yamaha YZF-R1 de l'equip GYTR GRT Yamaha, amb Dominique Aegerter de company.

## Resultats al Mundial de motociclisme
Barem de puntuació de 1993 ençà:
| Posició | 1  | 2  | 3  | 4  | 5  | 6  | 7 | 8 | 9 | 10 | 11 | 12 | 13 | 14 | 15 |
| Punts   | 25 | 20 | 16 | 13 | 11 | 10 | 9 | 8 | 7 | 6  | 5  | 4  | 3  | 2  | 1  |

(Ids. Grans Premis | Llegenda) (Curses en negreta indiquen pole; curses en  itàlica indiquen volta ràpida)
| Any  | Categoria | Moto      | 1       | 2       | 3      | 4       | 5       | 6      | 7       | 8       | 9      | 10      | 11      | 12     | 13     | 14     | 15      | 16      | 17      | 18      | 19     | 20     | Pos | Pts |
| ---- | --------- | --------- | ------- | ------- | ------ | ------- | ------- | ------ | ------- | ------- | ------ | ------- | ------- | ------ | ------ | ------ | ------- | ------- | ------- | ------- | ------ | ------ | --- | --- |
| 2014 | Moto3     | Kalex KTM | QAT     | AME     | ARG    | ESP     | FRA     | ITA    | CAT     | NED     | GER    | INP     | CZE     | GBR    | SM 27  | ARA    | JPN     |         |         |         |        |        | 32è | 1   |
| 2014 | Moto3     | KTM       |         |         |        |         |         |        |         |         |        |         |         |        |        |        |         | AUS 26  | MAL 15  | VAL     |        |        | 32è | 1   |
| 2015 | Moto3     | Mahindra  | QAT Ret | AME 18  | ARG 19 | ESP 25  | FRA Ret | ITA 23 | CAT 25  | NED 26  | GER 23 | INP 17  | CZE 17  | GBR 17 | SM Ret | ARA 19 | JPN Ret | AUS 10  | MAL 22  | VAL Ret |        |        | 30è | 6   |
| 2016 | Moto2     | Kalex     | QAT     | ARG     | AME    | ESP     | FRA     | ITA    | CAT 15  | NED 20  | GER 12 | AUT 19  | CZE 21  | GBR 20 | SM 19  | ARA 19 | JPN 19  | AUS Ret | MAL 13  | VAL 18  |        |        | 26è | 8   |
| 2017 | Moto2     | Tech3     | QAT Ret | ARG Ret | AME    | ESP 22  | FRA 20  | ITA 14 | CAT 19  | NED 16  | GER 12 | CZE 9   | AUT 15  | GBR 20 | SM 12  | ARA 20 | JPN 12  | AUS 15  | MAL Ret | VAL 22  |        |        | 21è | 23  |
| 2018 | Moto2     | Tech3     | QAT 12  | ARG 6   | AME 17 | ESP     | FRA     | ITA    | CAT 15  | NED 18  | GER 11 | CZE Ret | AUT Ret | GBR C  | SM 12  | ARA 19 | THA 12  | JPN 15  | AUS Ret | MAL Ret | VAL 5  |        | 19è | 40  |
| 2019 | Moto2     | Kalex     | QAT 4   | ARG 2   | AME 11 | ESP DNS | FRA Ret | ITA 13 | CAT Ret | NED Ret | GER 13 | CZE 16  | AUT Ret | GBR 4  | SM Ret | ARA 13 | THA 12  | JPN Ret | AUS 6   | MAL 14  | VAL 15 |        | 15è | 77  |
| 2020 | Moto2     | Kalex     | QAT 5   | ESP 7   | ANC 14 | CZE 13  | AUT Ret | STY 3  | SM DNS  | EMI     | CAT 16 | FRA 2   | ARA 5   | TER 4  | EUR 3  | VAL 7  | POR 1   |         |         |         |        |        | 6è  | 135 |
| 2021 | Moto2     | Kalex     | QAT 2   | DOH 2   | POR 3  | ESP 4   | FRA 2   | ITA 1  | CAT 1   | GER 1   | NED 2  | STY 4   | AUT 7   | GBR 1  | ARA 2  | SM 2   | AME Ret | EMI 7   | ALR 1   | VAL 10  |        |        | 1r  | 311 |
| 2022 | MotoGP    | KTM       | QAT 15  | INA 21  | ARG 17 | AME 20  | POR 14  | ESP 20 | FRA Ret | ITA 19  | CAT 11 | GER 15  | NED 19  | GBR 18 | AUT 20 | SM 19  | ARA 16  | JPN 19  | THA Ret | AUS 15  | MAL 18 | VAL 13 | 23è | 13  |
| 2024 | MotoGP    | Yamaha    | QAT     | POR     | AME    | ESP     | FRA     | CAT    | ITA     | NED     | GER 19 | GBR 18  | AUT     | ARA    | SM     | EMI    | INA     | JPN 17  | AUS     | THA     | MAL    | SLD    | 26è | 0   |

## Resultats al Mundial de Superbike
Barem de puntuació de 1993 ençà:
| Posició         | 1  | 2  | 3  | 4  | 5  | 6  | 7 | 8 | 9 | 10                   | 11                   | 12                   | 13                   | 14                   | 15                   |                      |
| Curses 1 i 2    | 25 | 20 | 16 | 13 | 11 | 10 | 9 | 8 | 7 | 6                    | 5                    | 4                    | 3                    | 2                    | 1                    |                      |
| Cursa Superpole | 12 | 9  | 7  | 6  | 5  | 4  | 3 | 2 | 1 | [ Nota Superpole 1 ] | [ Nota Superpole 1 ] | [ Nota Superpole 1 ] | [ Nota Superpole 1 ] | [ Nota Superpole 1 ] | [ Nota Superpole 1 ] | [ Nota Superpole 1 ] |

1. ↑  La cursa Superpole va ser introduïda la temporada del 2019

(Ids. Rondes | Llegenda) (Curses en negreta indiquen pole; curses en  itàlica indiquen volta ràpida)
| Any  | Moto   | 1       | 1       | 1      | 2       | 2      | 2     | 3     | 3      | 3     | 4      | 4       | 4      | 5      | 5       | 5      | 6      | 6      | 6      | 7      | 7      | 7      | 8       | 8     | 8     | 9      | 9       | 9       | 10     | 10     | 10     | 11      | 11      | 11      | 12      | 12    | 12    | Pos. | Pts |
| Any  | Moto   | C1      | CS      | C2     | C1      | CS     | C2    | C1    | CS     | C2    | C1     | CS      | C2     | C1     | CS      | C2     | C1     | CS     | C2     | C1     | CS     | C2     | C1      | CS    | C2    | C1     | CS      | C2      | C1     | CS     | C2     | C1      | CS      | C2      | C1      | CS    | C2    | Pos. | Pts |
| ---- | ------ | ------- | ------- | ------ | ------- | ------ | ----- | ----- | ------ | ----- | ------ | ------- | ------ | ------ | ------- | ------ | ------ | ------ | ------ | ------ | ------ | ------ | ------- | ----- | ----- | ------ | ------- | ------- | ------ | ------ | ------ | ------- | ------- | ------- | ------- | ----- | ----- | ---- | --- |
| 2023 | Yamaha | AUS 12  | AUS Ret | AUS 10 | INA DNS | INA 14 | INA 7 | NED 8 | NED 12 | NED 6 | SPA 10 | SPA Ret | SPA 13 | ITA 9  | ITA Ret | ITA 10 | GBR 10 | GBR 15 | GBR 12 | ITA 11 | ITA 11 | ITA 11 | CZE 11  | CZE 6 | CZE 6 | FRA 15 | FRA 11  | FRA 8   | SPA 7  | SPA 10 | SPA 9  | POR 6   | POR 4   | POR Ret | SPA Ret | SPA 6 | SPA 4 | 9è   | 156 |
| 2024 | Yamaha | AUS Ret | AUS 6   | AUS 12 | SPA 15  | SPA 9  | SPA 7 | NED 4 | NED 4  | NED 3 | ITA 6  | ITA Ret | ITA 8  | GBR 10 | GBR 13  | GBR 11 | CZE 5  | CZE 5  | CZE 4  | POR 10 | POR 15 | POR 12 | FRA Ret | FRA 9 | FRA 6 | ITA 10 | ITA Ret | ITA Ret | SPA 16 | SPA 13 | SPA 15 | POR Ret | POR DNS | POR DNS | SPA     | SPA   | SPA   | 10è  | 140 |